# Aloysio Teixeira
Aloysio Maria Teixeira Filho (Rio de Janeiro, 1º de setembro de 1944) é um engenheiro, administrador, jurista e político brasileiro. Aloysio exerceu o mandato de deputado federal constituinte em 1988. Em 1967, se formou em engenharia pela Pontifícia Universidade Católica (PUC) do Rio de Janeiro, em administração pela Faculdade de Administração de Empresas da Universidade do Rio de Janeiro (UERJ), no ano de 1972 e, também, em direito pela Faculdade de Direito Cândido Mendes, em 1976.
É filho de Aloysio Maria Teixeira, desembargador aposentado, e de Dona Yedda Martins Maria Teixeira. É neto de Paulo Dias Martins, deputado federal entre 1935 e 1937, durante o Governo Constitucionalista de Getúlio Vargas. Tem dois filhos e é casado com Joana Cabral.

## Principais Cargos e Atividades[1][3]
- Filiou-se ao partido MDB (1975-1979) e ao PMDB (1980)
- Elegeu-se deputado estadual na legenda do Movimento Democrático Brasileiro (MDB), em 1974
- Reelegeu-se  deputado estadual, em 1978
- Elegeu-se deputado federal, em 1982
- Tornou-se Vice-líder do PMDB em 1989
- Renunciou ao mandato de deputado federal para assumir uma cadeira no Conselho de Contas dos Municípios do Rio de Janeiro, em 1990
- Retirou-se da vida pública após a extinção do conselho, em 1991